# Banco ritual taíno
O Banco Ritual Taíno é um objeto oriundo da Era pré-colombiana caribenha, um pequeno banco feito de madeira na forma de um homem de quatro (pés e mãos). Foi feito pelo povo Taíno, antes de Cristóvão Colombo ter chegado no Caribe. Foi encontrado numa caverna próxima a Santo Domingo, República Dominicana, sendo um importante testemunho da cultura e civilização Taína existente antes do contato com europeus.

## Descrição
O assento é feito a partir da madeira dura chamada Lignum vitae (Gaïac) oriunda da árvore . In this case the Lignum vitae is from the Guaiaco. As flores dessa árvore são a flor nacional da Jamaica.. A pequena cadeira pequena foi feita na forma animalesca de um  homem de quatro patas. A cabeça é decorada com ouro e a figura é esculpida com órgãos genitais masculinos embaixo.

## Importância
Os chamados Duhos são bancos esculpidos em madeira encontrados nas casas dos caciques Taíno ou Chefes mais elevados em toda a região do Caribe. Tais Duhos "figuravam de forma proeminente na manutenção dos sistemas políticos e ideológicos Taíno. . . [e eram] . . . significativamente marcas de poder, prestígio e ritual ". Foram encontrados Duhos feitos tanto de madeira e como de pedra, embora os feitos de madeira tendiam a não durar tanto como as cadeiras de pedra e, portanto, os primeiros são muito mais raros. Esse assento Taíno é um dos dois chamados 'Duho' 'no Museu Britânico que originalmente foram encontrados na ilha Hispaniola. O outro também é modelado antropomorficamente, mas nesse caso a semelhança com um homem na área do estômago é mais proporcional. Há outro duho de madeira nas coleções do Museu Britânico que foi encontrado na ilha de Eleuthera nas Bahamas.

## Usos
Dentre as primeiras pessoas com quem Colombo fez contato no continente americano eram Taíno. Sua civilização de 7 mil anos não se beneficiou do contato com europeus, já que muitos foram escravizados ou morreram de doenças trazidas pelos colonizadores. Os primeiros exploradores notaram que alguns dos Taínos por vezes usavam drogas alucinógenas. As drogas e os cachimbos para fumá-las eram chamados de cohoba (Acacia angustiloba). É provável que um desses chefes tenha usado tal banco para fumar essas drogas. O banco do Museu Britânico tem uma tigela acima da figura cabeça, que pode ter sido usada para conter a cohoba durante rituais envolvendo seus deuses, os Zemi.

## Museu Britânico
Esse exemplar do Museu Britânico foi escolhida para ser uma das peças de “Uma História do Mundo em 100 Objetos”, uma série de programas de rádio que começaram em 2010 e que foram criados em um Parceria entre a BBC e o museu.